# Gnidosz królewski
Gnidosz królewski (Pedicularis sceptrum-carolinum L.) – gatunek półpasożytniczej rośliny zielnej z rodziny zarazowatych.

## Rozmieszczenie geograficzne
Występuje w Europie i Azji. W Polsce jest gatunkiem rzadkim; rośnie we wschodniej części nizin. Współcześnie utrzymuje się na Niżu Wschodniobałtycko-Białoruskim, Polesiu i Wyżynie Lubelskiej.

## Morfologia
ŁodygaNaga, rzadko ulistniona, do 1 m wysokości.
LiścieLiście odziomkowe podługowate, nagie, pierzastodzielne o odcinkach jajowatych, karbowanych, zaokrąglonych. Liście łodygowe mniejsze, ustawione skrętolegle.
KwiatyGrzbieciste, ustawione skrętolegle, zebrane w długi i luźny kłos. Kielich nagi z 5 ząbkami. Ząbki szerokie, jajowate, ząbkowane. Korona kwiatu jasnożółta, długości 30–35 mm. Rurka korony w górze dzwonkowato rozdęta. Warga dolna krwistoczerwona na szczycie.

## Biologia i ekologia
Bylina. Rośnie głównie na torfowiskach niskich. Kwitnie od czerwca do sierpnia. Gatunek charakterystyczny klasy Scheuchzerio-Caricetea nigrae.

## Zagrożenia i ochrona
Roślina objęta w Polsce ścisłą ochroną gatunkową.
Roślina umieszczona na Czerwonej liście roślin i grzybów Polski (2006) w grupie gatunków wymierających, krytycznie zagrożonych (kategoria zagrożenia E). W wydaniu z 2016 roku otrzymała kategorię EN (zagrożony).
Znajduje się też w Polskiej Czerwonej Księdze Roślin w grupie gatunków zagrożonych (kategoria EN).

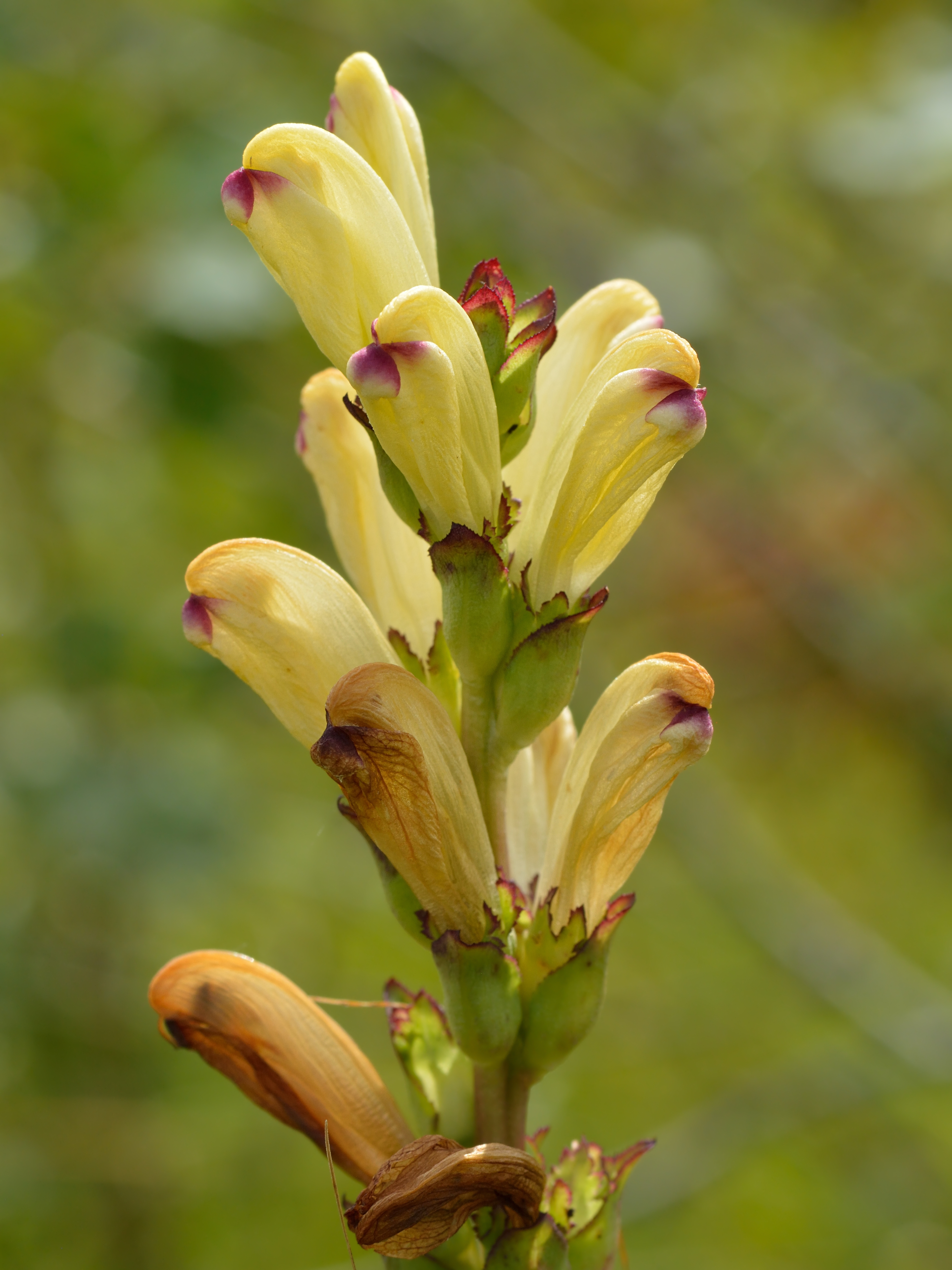
Kwiatostan
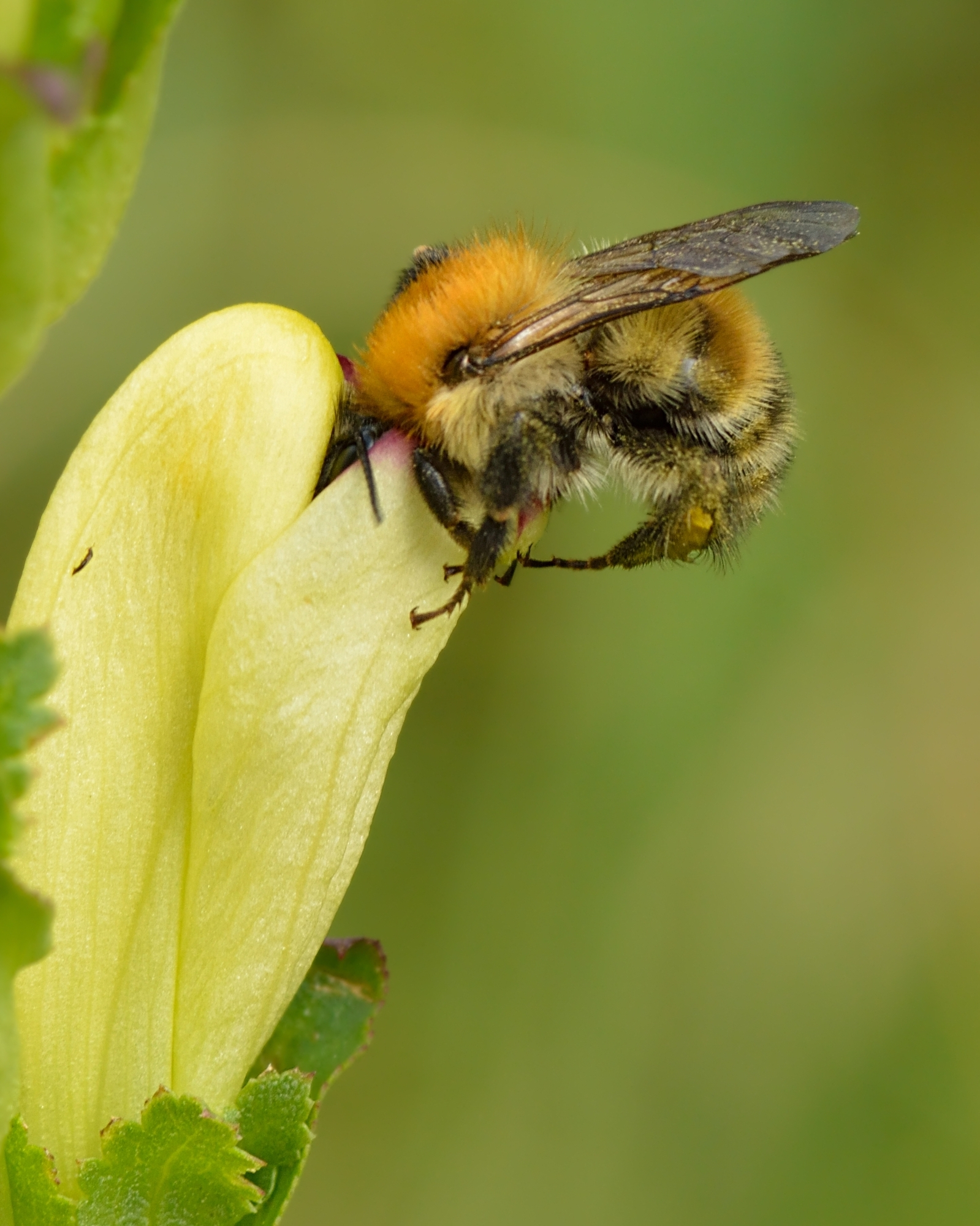
Kwiat z zapylaczem
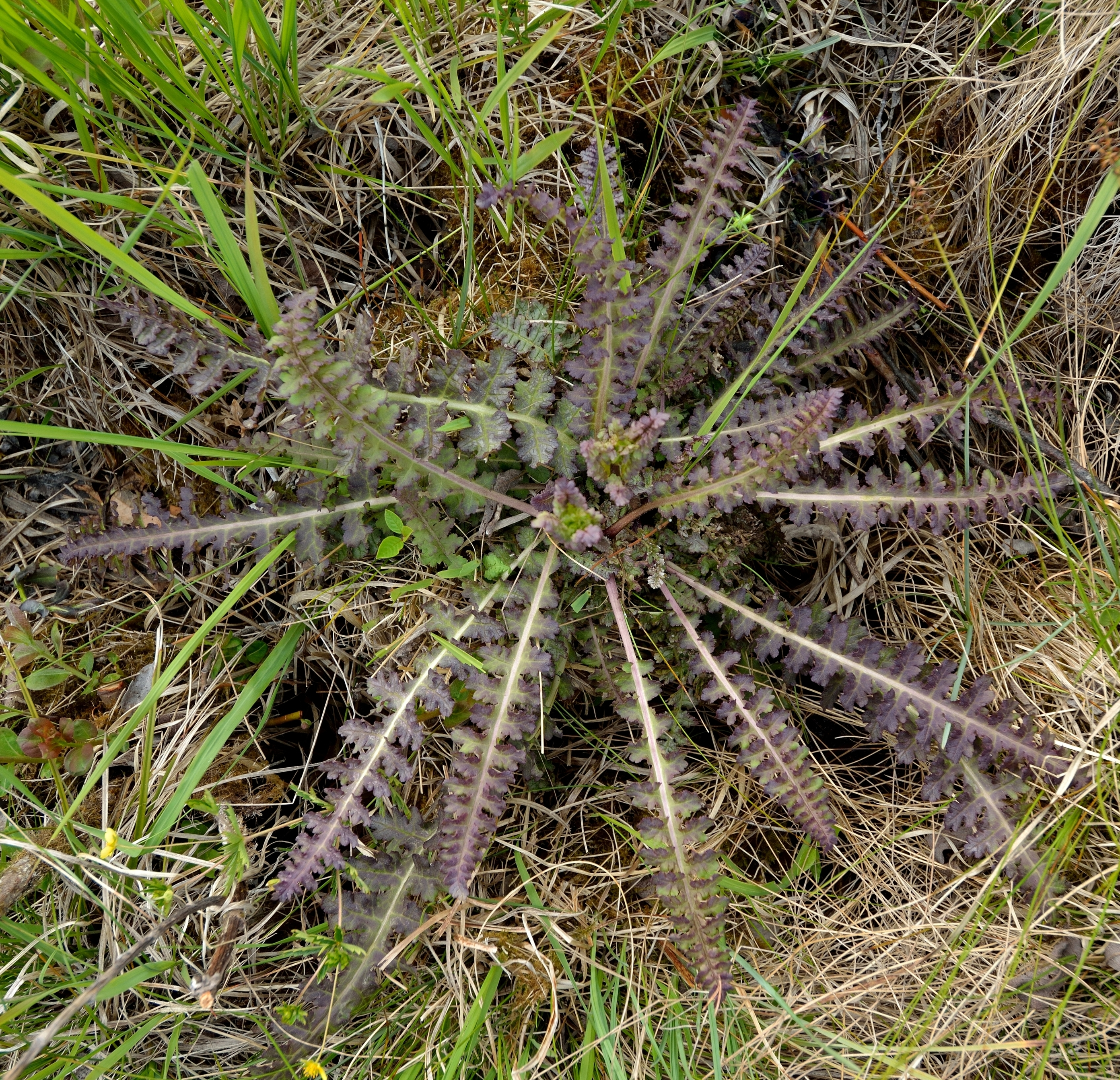
Rozeta liści
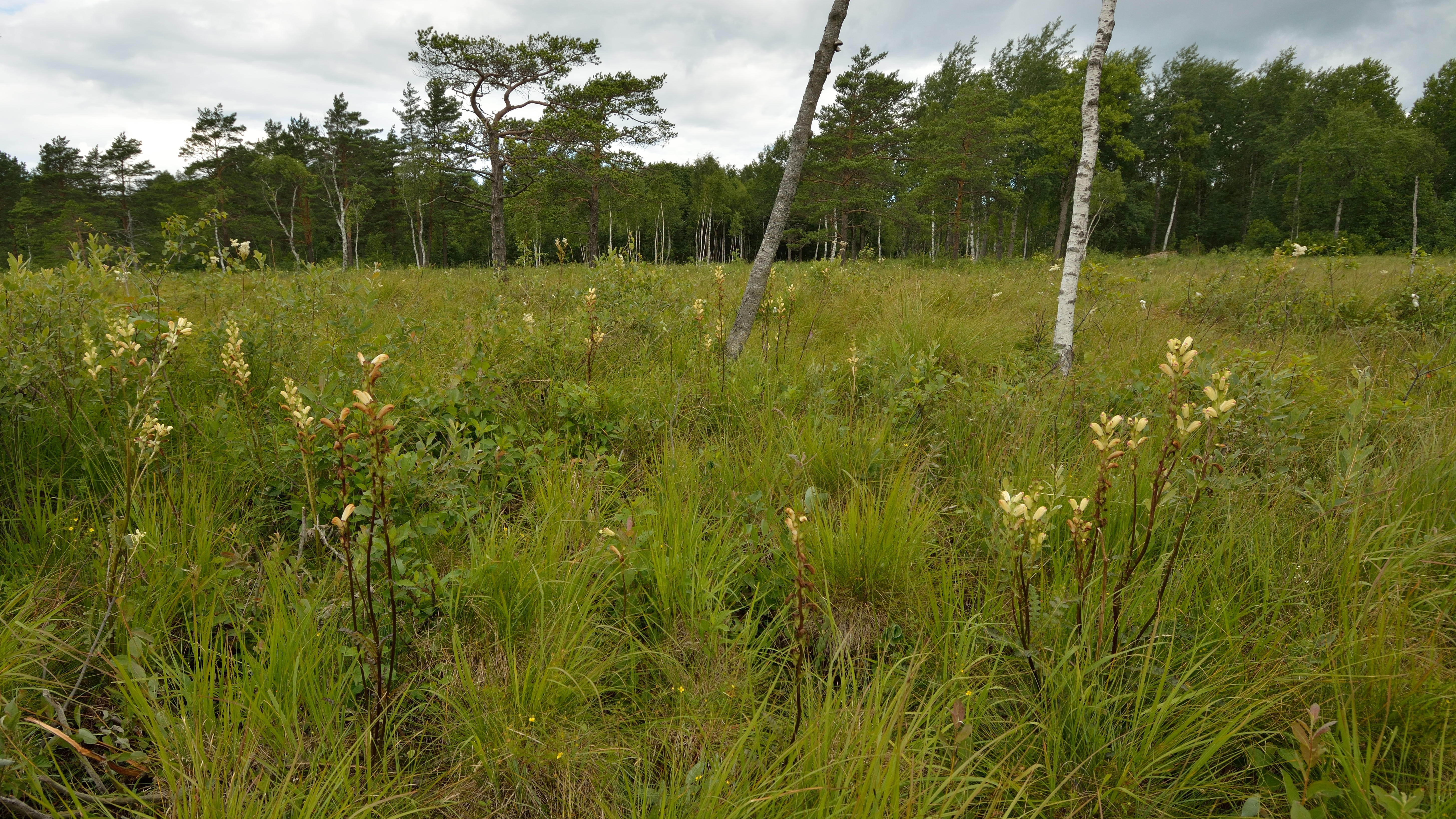
Siedlisko
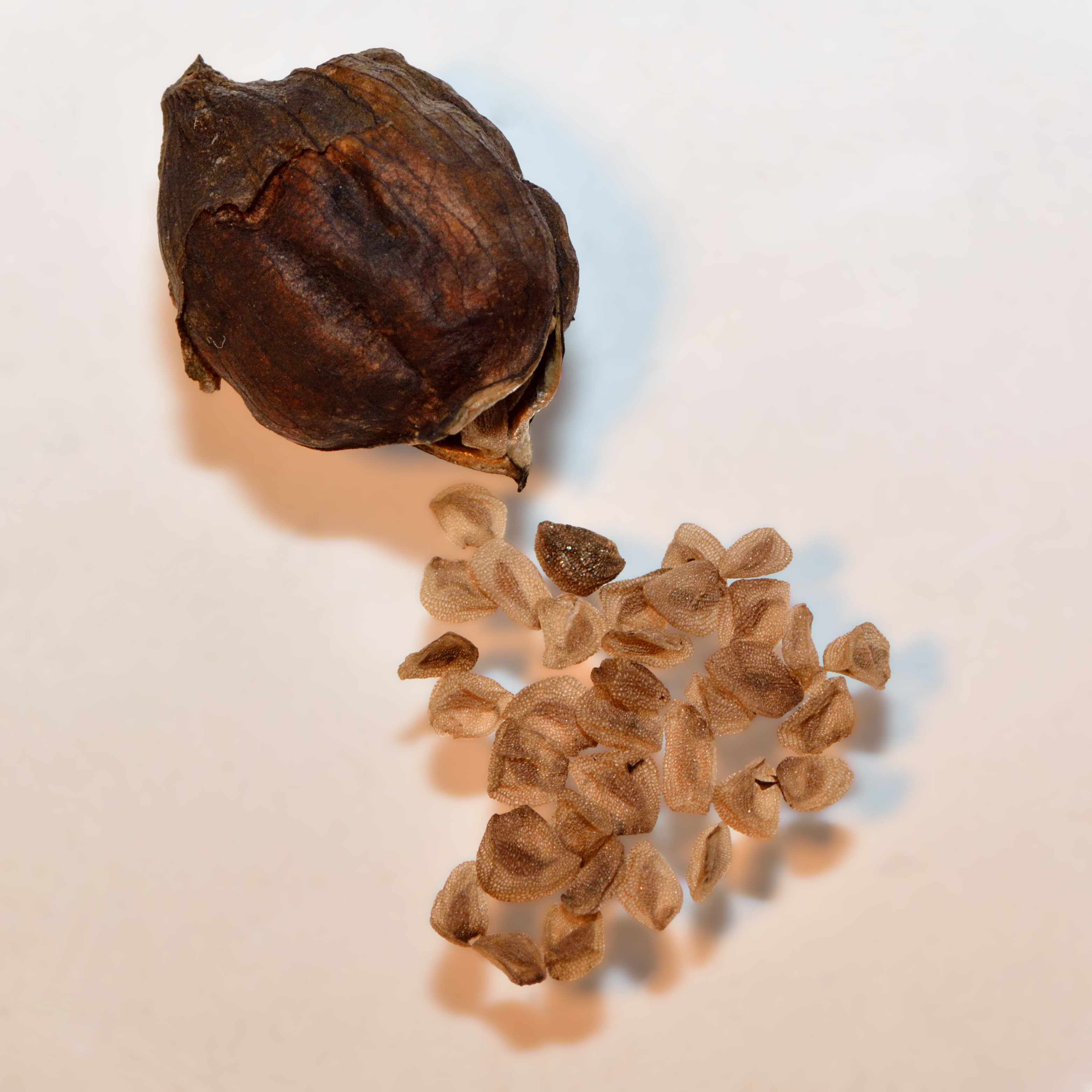
Torebka z nasionami